# Earache Records
A Earache Records é uma gravadora de heavy metal, localizada em Nottingham, na Inglaterra e também em Nova Iorque,
Estados Unidos. Foi pioneira em lançar bandas extremas, lançando muitos álbuns de death metal e grindcore, entre os períodos
de 1988-1992.

## História
A gravadora foi fundada no anos 80, por Digby "Dig" Pearson. Em 1985, antes de adotar o nome Earache
Records, Dig lança o álbum  Anglican Scrape Attic, que era uma compilação de punk/hardcore e crossover thrash contendo
bandas como Hirax, Lipcream, Concrete Sox, etc. O primeiro lançamento da gravadora foi o álbum
Return of Martha Splatterhead da banda estadunidense The Accüsed, apenas distribuindo-o em território britânico. O primeiro
lançamento oficial pela gravadora, foi o clássico Scum da banda britânica de grindcore, Napalm Death. A gravadora
depois lançou vários outros clássicos do metal extremo.
A gravadora tem vários sub-selos, incluindo a  Wicked World Records e a Elitist Records, e os de pouca duração, 
Necrosis Records e Sub Bass Records.
A banda recentemente lançou trabalhos de bandas como da polêmica banda de death metal estadunidense, Deicide,
e da banda californiana de new metal, Adema, que entrou no Top 200 da Billboard  em 2005.
A gravadora tornou-se extremamente ligada com a cena death metal/grindcore internacional, mas também ousou e
lançou bandas de metal industrial, math metal e ragga-metal, como a banda Dub War.
Em 2013, ela lançou o álbum Earache: World's Shortest Album, que, como o próprio o próprio nome já sugere, é "O Álbum Mais Curto do Mundo", com apenas 82,9 seg de músicas, distribuídos em 13 faixas. Apesar de conter apenas 82,9seg, o álbum contém um compêndio das melhores bandas de grindcore dos últimos 20 anos, como Napalm Death, Wormrot, Anal Cunt e Brutal Truth.